# Russell (månkrater)
För andra betydelser, se Russell.
Russell är en nedslagskrater på månen. Russell har fått sitt namn efter den amerikanske astrofysikern Henry Norris Russell och den brittiske målaren John Russell.
Kratern har en diameter på ungefär 103 km.

## Satellitkratrar
| Russell | Latitud | Longitud | Diameter |
| ------- | ------- | -------- | -------- |
| B       | 26.4° N | 78.2° V  | 19 km    |
| E       | 28.6° N | 74.5° V  | 9 km     |
| F       | 28.0° N | 76.4° V  | 9 km     |
| R       | 28.7° N | 75.3° V  | 45 km    |
| S       | 29.4° N | 77.1° V  | 25 km    |